# Bătălia de la San Pietro Infine

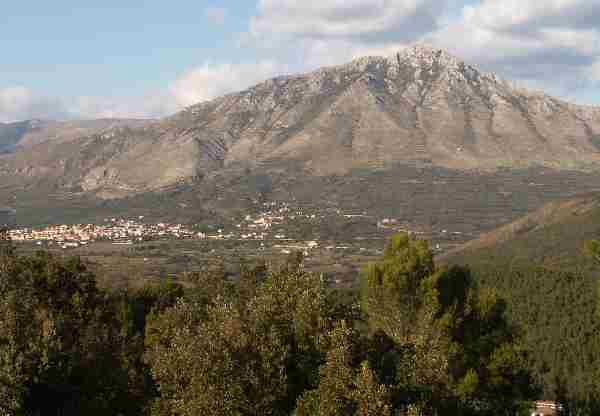

Bătălia de la San Pietro Infine (sau  Bătălia de la San Pietro) a fost un angajament major  în perioada 8-17 decembrie 1943, în Campania din Italia a celui de-Al Doilea Război Mondial, care a implicat forțele aliate care atacau din sud împotriva pozițiilor germane puternic fortificate denumite „Linia de iarnă” în și în jurul orașului San Pietro Infine, chiar la sud de Monte Cassino, la jumătatea distanței dintre Napoli și Roma.
Eventuala victorie a Aliaților în bătălie a fost crucială în drumul final către nord pentru a elibera Roma. Bătălia este, de asemenea, amintită ca prima în care trupele Armatei Regale Italiene (Regio Esercito) au luptat de partea Aliaților în urma armistițiului aliaților cu Italia. Orașul inițial San Pietro Infine a fost distrus în luptă; orașul modern, reconstruit cu același nume, se află la câteva sute de metri distanță. 
Americanii și italienii au avut 1200 pierderi (400 de morți sau dispăruți, 800 de răniți).